# Joana Hählen
Joana Hählen (Belp, 23 gennaio 1992) è una sciatrice alpina svizzera.

## Biografia

### Stagioni 2008-2013
Nata a Belp, residente a Lenk e attiva in gare FIS dal novembre del 2007, la Hählen ha esordito in Coppa Europa il 13 dicembre 2008 in supergigante a Sankt Moritz, senza completarlo. Nella stagione 2010-2011 ha ottenuto il suo primo podio nel circuito continentale, nella supercombinata di Lillehammer Kvitfjell del 4 dicembre (3ª), e ha vinto la medaglia di bronzo nella combinata ai Mondiali juniores di Crans-Montana.
Nella successiva edizione iridata juniores di Roccaraso 2012 ha conquistato la medaglia d'argento nel supergigante, piazzandosi alle spalle della norvegese Annie Winquist per 3 centesimi di secondo. Il 16 gennaio 2013 si è aggiudicata la prima vittoria in Coppa Europa, salendo sul gradino più alto del podio nella discesa libera di Sankt Anton am Arlberg.

### Stagioni 2014-2025
In Coppa del Mondo ha esordito il 29 novembre 2013 piazzandosi 40ª nella discesa libera di Beaver Creek e ha conquistato i primi punti il 6 dicembre seguente a Lake Louise, sempre in discesa libera (29ª). Ha esordito ai Campionati mondiali a Sankt Moritz 2017, dove si è classificata 13ª nel supergigante; alla successiva rassegna iridata di Åre 2019 è stata 16ª nella discesa libera e non ha completato la combinata.
Il 24 gennaio 2020 ha ottenuto il primo podio in Coppa del Mondo, nella discesa libera disputata a Bansko (3ª). Ai XXIV Giochi olimpici invernali di Pechino 2022, sua prima presenza olimpica, si è classificata 6ª nella discesa libera e ai Mondiali di Courchevel/Méribel 2023 si è piazzata 17ª nella discesa libera e 13ª nel supergigante. La successiva stagione 2023-2024 è stata segnata da un infortunio patito durante la discesa libera di Cortina d'Ampezzo del 27 gennaio, che l'ha costretta a terminare anzitempo la stagione.

## Palmarès

### Mondiali juniores
- 2 medaglie:
  - 1 argento (supergigante a Roccaraso 2012)
  - 1 bronzo (combinata a Crans-Montana 2011)

### Coppa del Mondo
- Miglior piazzamento in classifica generale: 21ª nel 2020
- 5 podi (3 in discesa libera, 2 in supergigante):
  - 3 secondi posti (2 in discesa libera,1 in supergigante)
  - 2 terzi posti (1 in discesa libera, 1 in supergigante)

### Coppa Europa
- Miglior piazzamento in classifica generale: 9ª nel 2013
- 10 podi:
  - 3 vittorie
  - 3 secondi posti
  - 4 terzi posti

#### Coppa Europa - vittorie
| Data            | Località               | Paese   | Specialità |
| --------------- | ---------------------- | ------- | ---------- |
| 16 gennaio 2013 | Sankt Anton am Arlberg | Austria | DH         |
| 5 febbraio 2013 | Sella Nevea            | Italia  | SG         |
| 14 gennaio 2016 | Altenmarkt-Zauchensee  | Austria | DH         |

Legenda:

DH = discesa libera

SG = supergigante

### South American Cup
- Miglior piazzamento in classifica generale: 17ª nel 2014
- 1 podio:
  - 1 terzo posto

### Campionati svizzeri
- 3 medaglie[4]:
  - 2 argenti (discesa libera nel 2013; supergigante nel 2014)
  - 1 bronzo (discesa libera nel 2014)